# Samuel Warren Carey

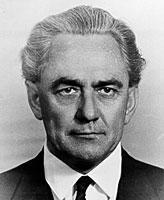
Samuel Warren Carey (1953)

Samuel Warren Carey AO (* 1. November 1911 in Campbelltown; † 20. März 2002 in Hobart) war ein australischer Geologe und ein früher Vertreter der Theorie der Kontinentaldrift. Seine Versuche einer Erklärung führten ihn zur Entwicklung einer Theorie der expandierenden Erde.

## Zweiter Weltkrieg

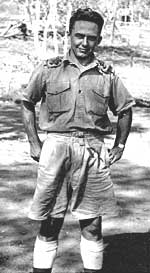
Carey in Neuguinea, 1942

Carey diente im Zweiten Weltkrieg als Leutnant in der Spezialeinheit Z force, die hinter den japanischen Linien operierte, und entwickelte einen Plan, durch kleine Gruppen Schiffe in gegnerischen Häfen zu verminen (Operation „Scorpion“). Ihm wurde es von seinem Vorgesetzten erlaubt, mit seiner Einheit den Plan bei einer Scheinattacke auf den von amerikanischen Einheiten benutzen Hafen in Townsville zu testen und dabei harmlose Testminen an amerikanischen Schiffen zu befestigten. Nach Entdeckung der Minen wurde Carey trotz seiner Zusicherung, dass die Minen nicht gefährlich waren, inhaftiert. Auf Betreiben seines Vorgesetzten wurde er jedoch bald darauf entlassen, jedoch nur unter der Bedingung, dass er die Spezialeinheit verließ.

## Carey als Geologe
Nach dem Krieg war Carey ein hoch angesehener Geologe, der wichtige Beiträge auf dem Gebiet der Tektonik geliefert hat, die beträchtlichen Einfluss bei der Durchsetzung der Idee des Mobilismus hatten (Ingenieure benutzten Karten und Daten, die bei seinen Feldstudien in Neuguinea erarbeitet wurden). Er verteidigte die Theorie der Kontinentaldrift von Alfred Wegener und leistete zusammen mit Harry Hammond Hess, Robert S. Dietz und Bruce C. Heezen Pionierarbeit bei der Entwicklung verschiedener Aspekte der Plattentektonik. Sein Modell, das er Ende der 40er und Anfang der 50er Jahre entwickelt hatte, hatte viele Gemeinsamkeiten mit dem derzeit gültigen Modell, so etwa die Entstehung neuer Krusten in tiefen ozeanischen Bereichen im Sinne einer Art Ozeanbodenspreizung. Vorerst vertrat er auch den Gedanken, dass eine Art Subduktion die Ozeanbodenspreizung ausgleicht und somit der Erdradius konstant bleibt. 1953 konnte seine Arbeit darüber jedoch nicht publiziert werden, da generell Theorien zur Kontinentaldrift nicht ernst genommen wurden.
Jedoch 1958 gab Carey einen einflussreichen Sammelband von Theorien wichtiger Forscher heraus, welche die Kontinentaldrift auf tektonische Prozesse zurückführen. Er selbst verwarf hier jedoch den Prozess der Subduktion und erklärte, dass die Ozeanbodenspreizung die Expansionstheorie der Erde impliziere (ein Gedanke, der kurzfristig auch von Heezen vertreten wurde). Die Wissenschaftler sind hier jedoch den Theorien von Hess und Dietz gefolgt, welche die Ozeanbodenspreizung und Subduktion zu Beginn der 60er Jahre als gereifte wissenschaftliche Konzepte einführten und der Gedanke der Erdexpansion gilt deswegen als überholt. 1946 wurde er Professor für Geologie an der University of Tasmania. 30 Jahre später trat er von dieser Position zurück. Er und eine kleine Gruppe von Forschern beschäftigten sich weiter mit der Expansionstheorie.

## Veröffentlichungen
Bücher
- The Expanding Earth. 448 Seiten, Elsevier, Amsterdam 1976.
- Theories of the Earth and Universe. 206 Seiten, Stanford University Press 1988.
- Earth Universe Cosmos. University of Tasmania 1996.

Essays
- 1958: The tectonic approach to continental drift. In: S. W. Carey (ed.): Continental Drift – A Symposium. University of Tasmania, Hobart, S. 177–363 („expanding Earth“ auf S. 311–349)
- 1961. Palaeomagnetic evidence relevant to a change in the Earth's radius. Nature 190, S. 36f.
- 1963: The asymmetry of the Earth. Australian Journal of Science 25, S. 369–383 und 479–488.
- 1970: Australia, New Guinea, and Melanasia in the current revolution in concepts of the evolution of the Earth. Search 1 (5), S. 178–189.
- 1975: The Expanding Earth – an Assay Review. Earth Science Reviews, 11, S. 105–143.
- 1986: La Terra in espansione. Laterza, Bari.

## Ehrungen
- 1977: Officer of the Order of Australia in Anerkennung seiner Verdienste um die Ausbildung in Geologie.[1]
- 1979: Namensgeber für die Carey Range im Palmerland auf der Antarktischen Halbinsel.
- 2016: Namensgeber für den Carey-Nunatak im Prinzessin-Elisabeth-Land, Ostantarktika